# Tarifvertragsgesetz
Das Tarifvertragsgesetz (TVG) vom 9. April 1949 umfasst 15 Paragraphen und legt die rechtlichen Rahmenbedingungen für Tarifverhandlungen fest. Der Tarifvertrag regelt die Rechte und Pflichten der Tarifvertragsparteien (Gewerkschaften, einzelne Arbeitgeber sowie Vereinigungen von Arbeitgebern) und enthält Rechtsnormen, die den Inhalt, den Abschluss und die Beendigung von Arbeitsverhältnissen sowie betriebliche und betriebsverfassungsrechtliche Fragen ordnen können (§ 1 Abs. 1 TVG).

## Inhalt
- § 1 Inhalt und Form des Tarifvertrags
- § 2 Tarifvertragsparteien
- § 3 Tarifgebundenheit
- § 4 Wirkung der Rechtsnormen
- § 4a Tarifkollision[1]
- § 5 Allgemeinverbindlichkeit
- § 6 Tarifregister
- § 7 Übersendungs- und Mitteilungspflicht
- § 8 Bekanntgabe des Tarifvertrags
- § 9 Feststellung der Rechtswirksamkeit
- § 10 Tarifvertrag und Tarifordnungen
- § 11 Durchführungsbestimmungen
- § 12 Spitzenorganisationen
- § 12a Arbeitnehmerähnliche Personen
- § 13 Inkrafttreten

Das Tarifvertragsgesetz kann in zwei Regelungsbereiche aufgeteilt werden:
- Abmachungen, die nur die beiden Tarifparteien berechtigen und verpflichten (schuldrechtlicher Teil des Tarifvertrags).
- Rechtsnormen, die nach Art eines Gesetzes für alle erfassten Arbeitsverhältnisse gelten sollen (normativer Teil des Tarifvertrags). Die Rechtsnormen des Tarifvertrags, die den Inhalt, den Abschluss oder die Beendigung von Arbeitsverhältnissen ordnen, gelten unmittelbar und zwingend zwischen den beiderseits Tarifgebundenen, die unter den Geltungsbereich des Tarifvertrags fallen. Diese Vorschrift gilt entsprechend für Rechtsnormen des Tarifvertrags über betriebliche und betriebsverfassungsrechtliche Fragen.

Rechtlich gesehen ist ein tarifgebundener  Arbeitgeber nur verpflichtet, die Mitglieder der tarifgebundenen Gewerkschaft zu den vereinbarten Bedingungen zu beschäftigen. In der Regel gewährt er indessen auch den Nichtmitgliedern die gleichen Bedingungen, da er sie durch eine Schlechterstellung zum Eintritt in die Gewerkschaft motivieren würde. Unter bestimmten Bedingungen kann auf Antrag einer Tarifvertragspartei der Bundesminister für Arbeit und Soziales einen Tarifvertrag für allgemeinverbindlich erklären, der dann im jeweiligen Geltungsbereich auch die Nichtmitglieder der Tarifvertragsparteien bindet (§ 5 TVG). Das TVG regelt zudem die Tariffähigkeit und Tarifzuständigkeit der Parteien, die Form des Tarifvertrags und seine Rechtswirkungen.

## Geschichte
Das Tarifvertragsgesetz wurde noch vor der Gründung der Bundesrepublik durch den Wirtschaftsrat des Vereinigten Wirtschaftsgebietes der britischen und amerikanischen Besatzungszone beschlossen. Aufgrund von Art. 123 Abs. 1 des Grundgesetzes galt es nach der Gründung der Bundesrepublik fort. Der örtliche Geltungsbereich wurde durch das Gesetz über die Erstreckung des Tarifvertragsgesetzes auf das Gebiet der französischen Besatzungszone erweitert, mit dem Gesetz zur Einführung von Bundesrecht im Saarland auch auf das Saarland. Mit dem Wirksamwerden des Beitritts der DDR trat das TVG nach Artikel 8 Einigungsvertrag im Beitrittsgebiet in Kraft.